# Жиче (Домжале)
Жиче (словен. Žiče) — поселення в общині Домжале, Осреднєсловенський регіон, Словенія. 
Висота над рівнем моря: 367,5 м.